# クボタケミックス
株式会社クボタケミックス（英: Kubota ChemiX Co., Ltd.）は、塩ビ管・継手をはじめとするプラスチック管材の製造・販売を手がける日本の会社。クボタの完全子会社である。
本社所在地は兵庫県尼崎市浜1-1-1。但し登記上の本店は大阪府堺市西区石津西町14-2である。

## 主な製品
- 塩ビ管・継手（水道用硬質ポリ塩化ビニル管・継手、下水道用硬質ポリ塩化ビニル管・継手、建築設備用硬質ポリ塩化ビニル管・継手、電線共同溝用管路材・電力ケーブル保護管・通信ケーブル保護管）
- ポリエチレン管・継手（水道配水用ポリエチレン管、消火用ポリエチレン管、ガス用ポリエチレン管、下水道用ポリエチレン管）
- ポリブテン管
- 架橋ポリエチレン管
- 管路更生（ダンビー工法・EX工法）用部材
- 排水集合管

## 沿革
- 2005年4月1日 - クボタの合成管事業部とシーアイ化成の管工機材事業部を統合して、両社共同出資のクボタシーアイ株式会社を設立。クボタは「クボタビニルパイプ」、シーアイ化成は「ハマパイプ」と混在するブランド名も「クボタシーアイ」と統一した。
- 2007年7月10日 - 水道管などに使用の塩化ビニール管の販売価格を巡り、ヤミカルテルを結んでいたとして、公正取引委員会から、三菱樹脂や積水化学工業などと共に、私的独占の禁止及び公正取引の確保に関する法律（独占禁止法）違反（不当な取引制限）の疑いで強制調査を受ける。
- 2016年5月1日 - クボタの完全子会社となり、株式会社クボタケミックスに商号変更。ブランド名は「ＫＣビニルパイプ」に。